# نیسان دیزل اسپیس دریم
نیسان دیزل اسپیس دریم (Nissan Diesel Space Dream) خودرویی است که در سال‌های ۱۹۸۳ تا ۱۹۸۸تولید شده‌است. سیستم جعبه‌دندهٔ آن ۶ دنده به صورت دستی است.

## نگارخانه

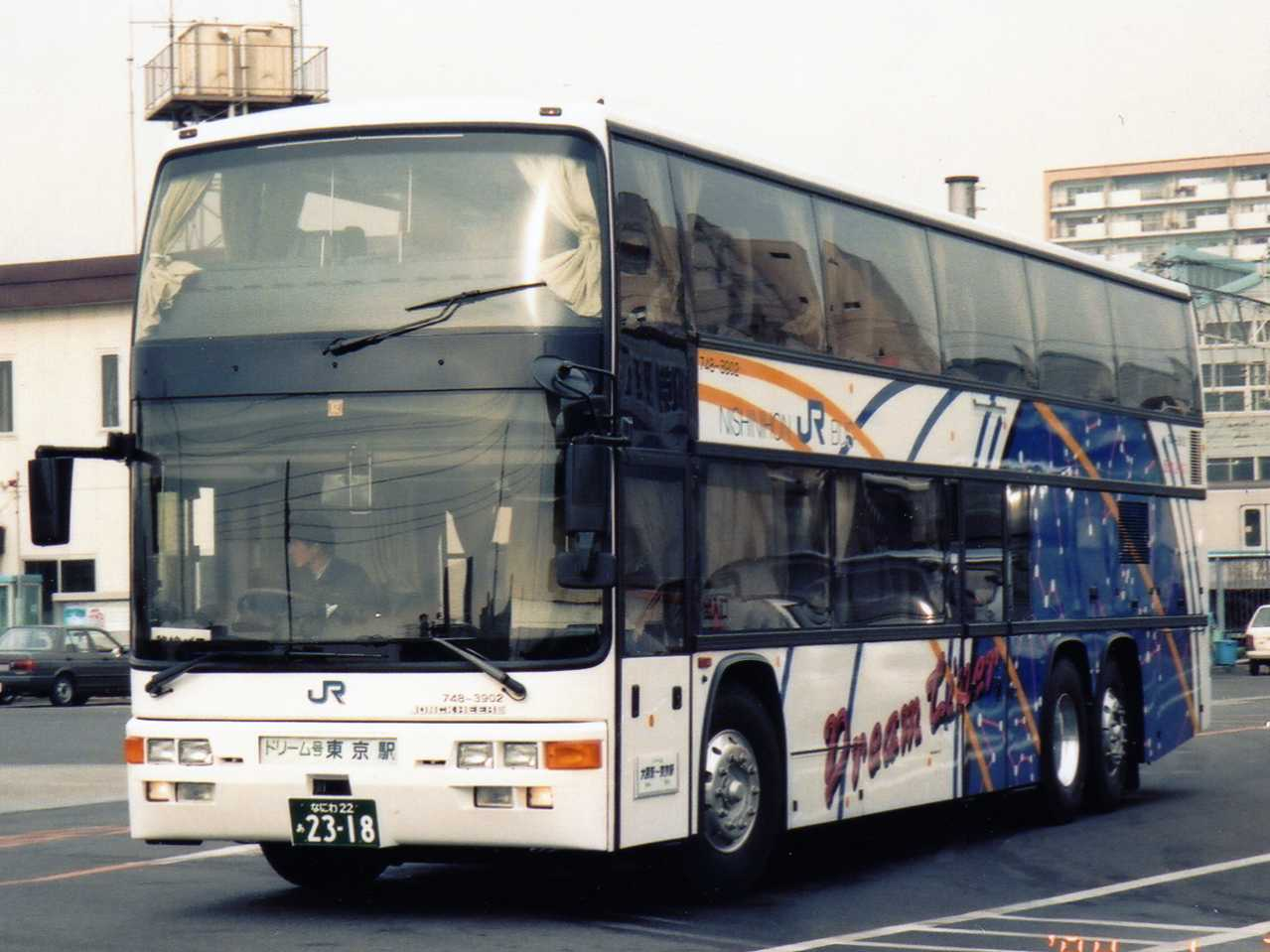